# Liste der Filmfestivals in der Schweiz
Die Liste beinhaltet die Filmfestivals, die in der Schweiz stattfinden.

## Ältere Filmfestivals
Locarno

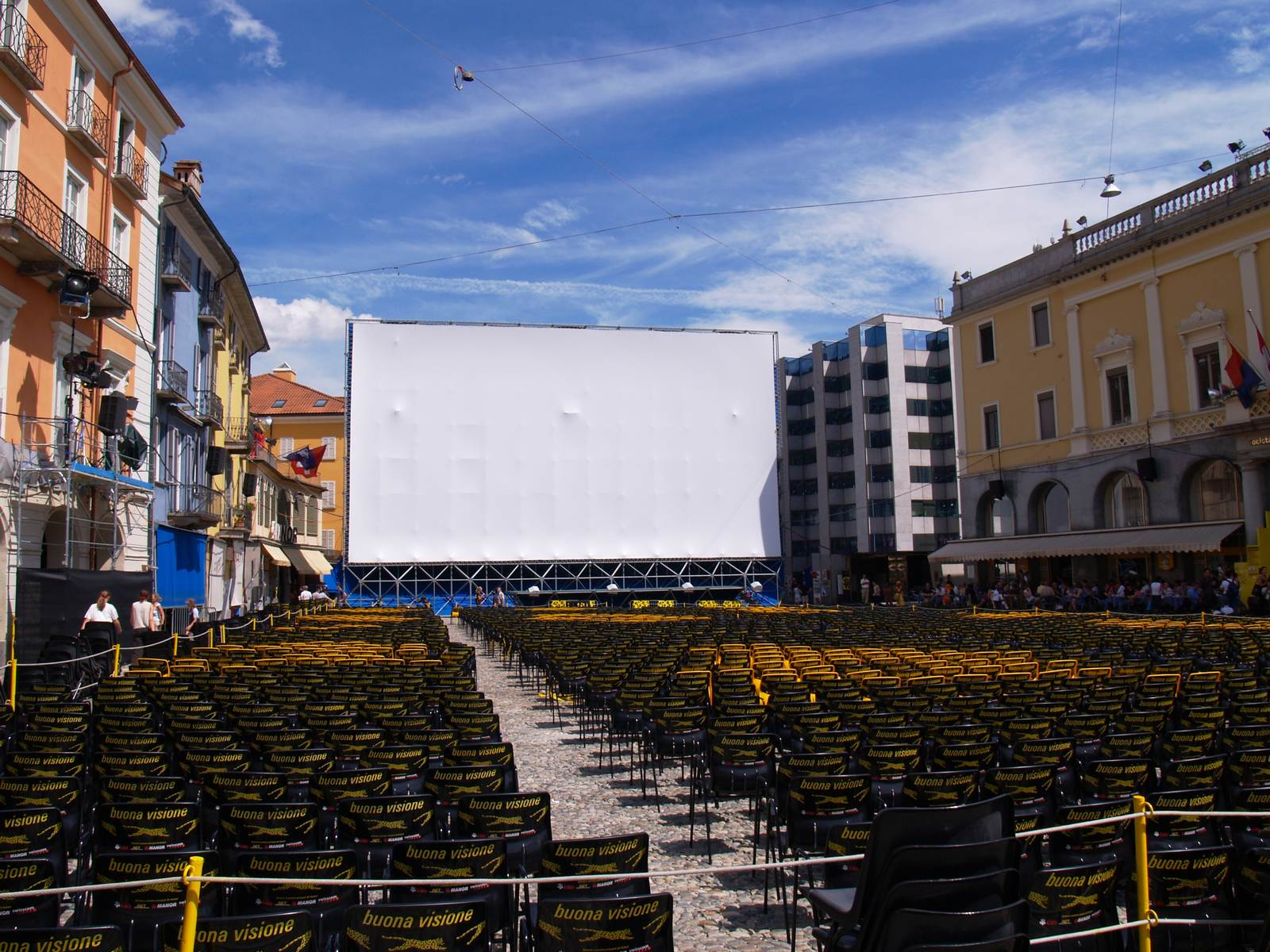
Grande Piazza beim Filmfestival von Locarno 2005

Eines der weltweit bedeutendsten Filmfestivals findet in der Schweiz statt: das Internationale Filmfestival von Locarno. Mit Gründungsjahr 1946 ist es zugleich das älteste internationale Filmfestival in der Schweiz. Hauptpreis ist der Goldene Leopard.
Solothurn
Das älteste Festival für Schweizer Filme sind die Solothurner Filmtage, die seit 1967 jeweils im Januar stattfinden. Von 1998 bis 2008 wurde im Rahmen des Festivals auch der Schweizer Filmpreis verliehen.
Nyon
Das grösste Filmfestival der Westschweiz ist das Dokumentarfilmfestival Visions du Réel in Nyon. Es besteht seit 1969 und findet jeweils im April statt.
Zürich
In Zürich finden seit 1976 jährlich die Schweizer Jugendfilmtage statt. Es werden Kurzfilme von Kindern und Jugendlichen aus der ganzen Schweiz, sowie von Schweizer Jugendlichen, die an ausländischen Filmschulen studieren, gezeigt und prämiert.

## Neuere Filmfestivals
(alphabetisch nach Ort)
Baden

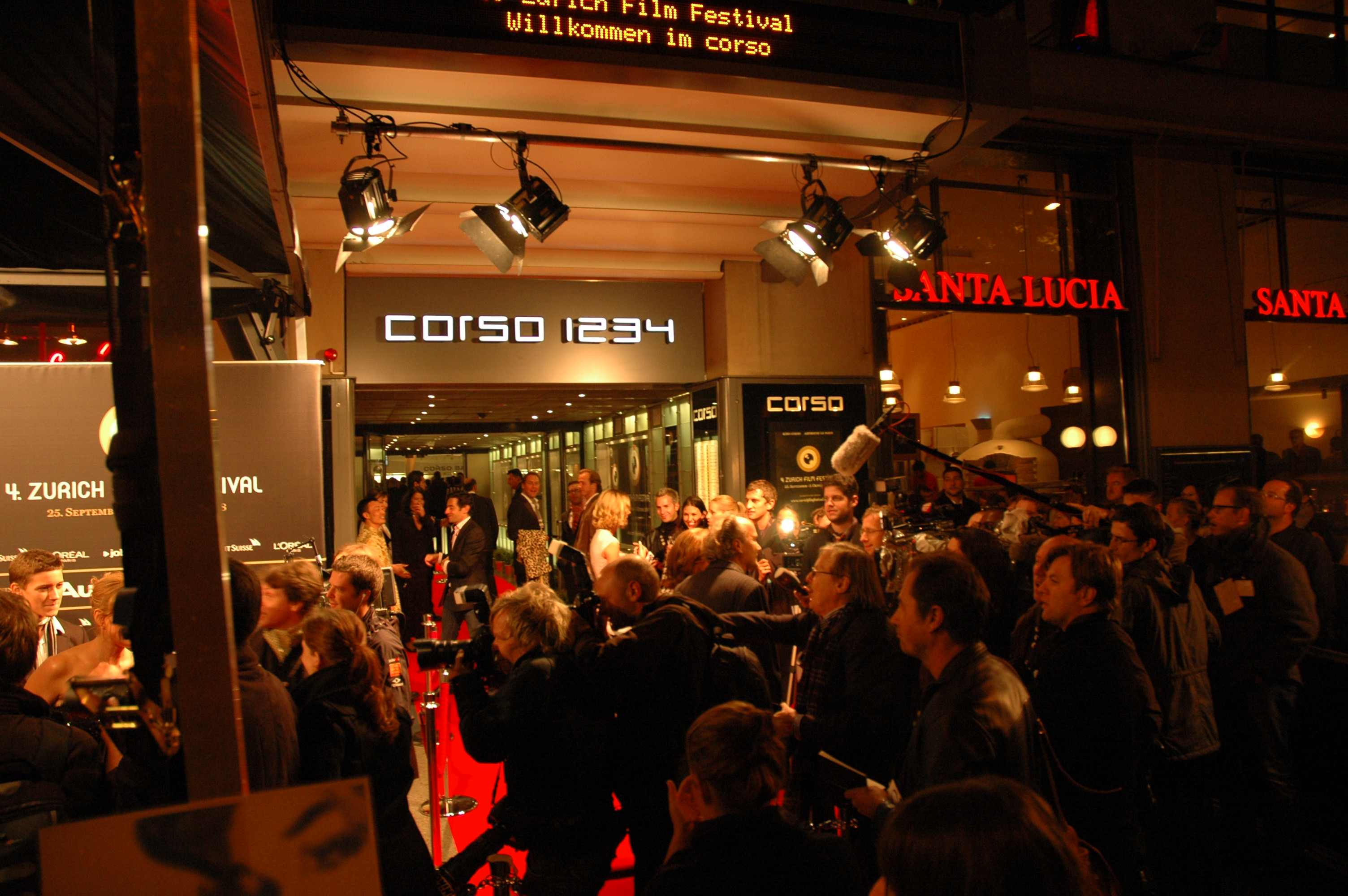
Eröffnung des Zurich Film Festivals 2008

Baden im Aargau ist seit 1995 Veranstaltungsort des internationalen Animationsfilm-Festivals Fantoche. Das Festival zeigt animierte Kurz- und Langfilme, sowohl Schweizer Produktionen als auch internationale.
Basel
2008 wurde in Basel das jährlich stattfindende queere Luststreifen Filmfestival initiiert. Seit 2018 fokussiert es, nun in eigenem Verein, v. a. auf queer-feministische Themen.
Seit seiner ersten Auflage 2011 hat sich das Bildrausch Filmfest Basel ganz dem innovativen Autorenfilm verschrieben. Herzstück des Festivals rund um das Stadtkino am Theaterplatz ist der internationale Wettbewerb «Cutting Edge». Eine internationale Jury prämiert den besten Bildrausch-Film.
Bellinzona
Das Jugendfilmfestival Castellinaria findet seit 1988 statt und ist den Filmen von jungen Filmschaffenden aus dem In- und Ausland gewidmet.
Bern
Seit 2003 findet in Bern das shnit International Shortfilmfestival statt. Das Festival führt seit einigen Jahren ebenfalls Vorführungen in verschiedenen Städten im Ausland durch.
Ausserdem zeigt seit 1995 das lesbisch-schwule Filmfestival QUEERSICHT Lang- und Kurzfilme. Jährlich wird die Rosa Brille für den besten Kurzfilm verliehen.
Das Netzwerk Norient organisiert seit 2010 jährlich im Januar das Norient Musikfilmfestival. Im Kino in der Reitschule werden ausgewählte Dokumentarfilme zu neuen musikalischen Strömungen aus den urbanen Zentren Afrikas, Asiens, Lateinamerikas und dem Nahen Osten gezeigt. Dazu gibt es ein musikalisches Rahmenprogramm in verschiedenen umliegenden Clubs.
Brugg
Seit 2021 finden in Brugg die Brugger Dokumentarfilmtage statt.
2021 fand in Brugg das erste BRUGGGORE Horror Movie Festival statt, welches seit 2023 unter dem Namen BRUGGGORE Filmfestival und dem Motto «fantastic horror and beyond» weitergeführt wird.
Freiburg
Das Festival international de films de Fribourg wurde 1980 unter dem Namen Dritte-Welt-Festival in Freiburg im Üechtland ins Leben gerufen. Es zeigt Spiel- und Dokumentarfilme aus Asien, Afrika und Lateinamerika.
Genf
Ein international bedeutendes Festival mit für das Fernsehen produzierten Spielfilmen, Serien und Kurzfilmen ist das Geneva International Film Festival GIFF (ehemals Festival Tous Écrans) in Genf, das 1996 gegründet wurde.
Daneben ist auch das Black Movie - Festival de Films des Autres Mondes (seit 1990) in Genf angesiedelt.
Seit 2003 findet in Genf auch das Festival international du film et forum international sur les droits humains (FIFDH) statt, das sich filmischem Schaffen im Zusammenhang mit Fragen der Menschenrechte widmet.
La Chaux-de-Fonds
In La Chaux-de-Fonds gibt es seit 1999 das 2300 Plan 9 – Les Etranges Nuits du Cinéma.
Lausanne
In Lausanne finden zwei multidisziplinäre Festivals statt, die ebenfalls Filme zeigen: Lausanne Underground Film & Music Festival (seit 2002) sowie La fête du Slip (Seit 2013).
Luzern
Die FILMAGE Menschenrechte Luzern finden seit 2009 statt. Sie beinhalten ein Schulfilmprogramm mit ausgewählten Filmen für die Sekundarstufe sowie ein Hauptprogramm während des Wochenendes um den 10. Dezember, dem internationalen Tag der Menschenrechte. Alle Filme sind öffentlich. Organisiert werden die FILMTAGE durch Comundo, eine Organisation die in der personellen Entwicklungszusammenarbeit tätig und dem Stattkino Luzern.
Das LesBiSchwule Festival PinkPanorama existiert seit 2002. Das Festival legt den Schwerpunkt beim Film mit lesbischwuler Thematik, organisiert aber auch Podien, Lesungen und Ausstellungen.
Ausserdem findet in Luzern seit 1986 das Schweizer Jungfilmfestival Upcoming Film Makers statt, welches früher unter dem Namen Innerschweizer Filmtage (IFT) bekannt war. Gezeigt werden Kurzfilme von Jungfilmenden.
Münsingen
Die Aaretaler Kurzfilmtage in Münsingen finden seit 2016 jedes Jahr während drei Tagen im November statt. Die ca. 100 internationalen Kurzfilme sind in verschiedene Filmblöcke aufgeteilt und werden in charaktervollen Vorführräumen wie dem Schlossestrich oder dem Feuerwehrmagazin gezeigt.
Neuenburg
In Neuenburg findet seit 2000 das Neuchâtel International Fantastic Film Festival (NIFFF) mit Spielfilm- und Kurzfilmprogrammen statt.
Romanshorn
Seit 2013 veranstaltet der Verein Swizz Production den Jugendfilm Festival Movie Day in Romanshorn. Der Jugendfilm Festival Movie Day ist die Fortsetzung des Amriswiler Jugendfilm Wettbewerb von Amriswil. Beim Movie Day werden Kurzfilme von 15 Minuten in jeweils zwei Kategorien im Kino Roxy in Romanshorn gezeigt. Er findet jährlich immer im Monat März statt.
St. Gallen
In St. Gallen findet seit 2009 jedes Jahr im November ein Festival des lateinamerikanischen Films namens Pantalla Latina statt. Die Pantalla (Leinwand) zeigt aktuelle Kino- und Kurzfilme aus Lateinamerika in Originalversion und zum ersten Mal in der Ostschweiz. Das Publikum vergibt einen Publikumspreis.
Ebenfalls in St. Gallen, findet seit 2011 der Ostschweizer Kurzfilmwettbewerb statt, für Filmschaffende aus der ganzen Ostschweiz und dem Fürstentum Liechtenstein. Dieses Festival findet jedes Jahr im Dezember im Konzert- und Diskussionslokal Palace statt.
Winterthur
Die Internationalen Kurzfilmtage Winterthur sind ein international renommiertes Kurzfilmfestival. Sie wurden 1996 gegründet und haben unter anderem einen internationalen als auch einen nationalen Wettbewerb.
Zürich
Zürich weist mehrere Filmfestivals jüngeren Datums auf, sowohl grössere als auch kleinere: das Pink Apple Filmfestival mit queerer Programmausrichtung (seit 1997); das Experimentalfilm-Festival videoex (seit 1998); das internationale Zurich Film Festival (seit 2005); das Arab Film Festival Zurich (seit 2012); die Porny Days, ein multidisziplinäres Festival zu Körper und Sexualität (seit 2012); das Human Rights Film Festival Zürich mit Fokus auf Filme, die sich Menschenrechtsthemen widmen (seit 2015); die Yesh!-Filmtage mit neuem aus der jüdischen Filmwelt (seit 2015); das Black Film Festival Zürich, das sich den Werken Schwarzer Filmschaffenden abseits des Mainstreams widmet (seit 2019).
An verschiedenen Orten
Slam-Movie-Night: Das Publikum entscheidet durch Applaus oder Buhrufe, ob ein Beitrag bis ans Ende gezeigt wird oder frühzeitig abgebrochen wird.

## Ehemalige Schweizer Festivals
Aarau
Kurzfilme mit einer Länge bis zu sechzig Sekunden werden seit 2004 beim kleinen Film & Videofestival One Minute in Aarau gezeigt. Das BlackBox Short Film Festival fand erstmals am 23. September 2017 in Biberstein (AG) statt. Es findet alle zwei Jahre statt und macht 2019 halt in Reinach und Aarau.
Freiburg
Von 2007 bis 2016 fand das eintägige Kurzfilmfestival Academy Shorts statt, das Kurzfilme von Studentinnen und Studenten gezeigt hat.
Genf
Von 1985 bis 2007 fand das Festival International Médias Nord-Sud statt.
Lausanne
In Lausanne fand von 1996 bis 2011 alle zwei Jahre das Energy Film Festival (FIFEL) statt. Das Festival zeigte Kurzfilme, Werbefilme und Reportagen zum Thema Energie.
Montreux/Luzern
Das Rose d’Or wurde 1961 in Montreux gegründet. Das Festival prämiert Beiträge der Fernsehunterhaltung. Von 2004 bis 2012 war Luzern der Austragungsort; seit 2013 findet die Veranstaltung nicht mehr in der Schweiz statt.
Rüttihubelbad
In Rüttihubelbad fand von 2010 bis 2013 das Kurzfilmfestival Emmentaler Filmtage statt.

## Übersicht
Übersicht der Filmfestivals in der Schweiz (alphabetisch nach Name)
- Academy Shorts (Freiburg)
- Arab Film Festival Zurich (Zürich)
- Black Movie (Genf)
- Black Film Festival Zürich (Zürich)
- BRUGGGORE Filmfestival (Brugg)
- Castellinaria (Bellinzona)
- Fantoche (Baden)
- Festival international du film et forum international sur les droits humains FIFDH (Genf)
- Festival Internazionale del Film (Locarno)
- Geneva International Film Festival GIFF (Genf)
- Internationales Filmfestival Freiburg (Freiburg)
- Internationale Kurzfilmtage Winterthur (Winterthur)
- Jugendfilm Festival Movie Day (Romanshorn)
- Luststreifen (Basel)
- Pantalla Latina (St. Gallen)
- Pink Apple (Zürich und Frauenfeld)
- PinkPanorama (Luzern)
- Porny Days (Zürich)
- Queersicht (Bern)
- Schweizer Jugendfilmtage (Zürich)
- shnit International Shortfilmfestival (Bern)
- Slam-Movie-Night (Winterthur)
- Solothurner Filmtage (Solothurn)
- Upcoming Filmmakers (Luzern)
- Visions du Réel (Nyon)
- Zurich Film Festival (Zürich)